# Athetis kokstadensis
Athetis kokstadensis är en fjärilsart som beskrevs av Embrik Strand 1921. Athetis kokstadensis ingår i släktet Athetis och familjen nattflyn. Inga underarter finns listade i Catalogue of Life.